# Hienghène
Hienghène is een gemeente in Nieuw-Caledonië en telt 2.483 inwoners (2014). De oppervlakte bedraagt 1068,8 km², de bevolkingsdichtheid is 2,3 inwoners per km². 

## Geboren
- Bertrand Kaï (1983), voetballer

## Trivia
Voetbalclub Hienghène Sport komt uit deze gemeente en won in 2019 de OFC Champions League, de belangrijkste clubcompetitie van Oceanië.